# آي أوف ذا تايغر
«آي أوف ذا تايغر» هي أغنية من قبل فرقة الروك الأمريكية سورفايفر. أصدرت في 29 مايو 1982 كأغنية منفردة من ألبومهم الثالث آي أوف ذا تايغر وكانت أيضا أغنية شارة روكي 3، الذي أصدر قبل يوم من إصدار الأغنية، تمت كتابة الأغنية من كتابة فرانكي سوليفان وجيم بيتريك وتمت بطلب من البطل والكاتب والمخرج لفيلم روكي 3 سيلفستر ستالون، بعد أن رفضت كوين له الإذن باستخدام «أناذير ون بايتس ذا داست»، الأغنية التي ينوي ستالون باستخدامها كأغنية شارة لـروكي 3، في الفيلم.. نسخة الأغنية التي تظهر في الفيلم هي النسخة التجريبية للأغنية. تتضمن نسخة النمر أيضا هدير النمر، وهو الأمر الذي لم يظهر في نسخة الألبوم. تتضمن الأصلية مغني سورفايفر دايف بيكلير بالأصوات الرئيسية.

## وصلات خارجية
- كلمات الأغنية الكاملة على مترولايركس